# Bloc des nations anti-bolchéviques

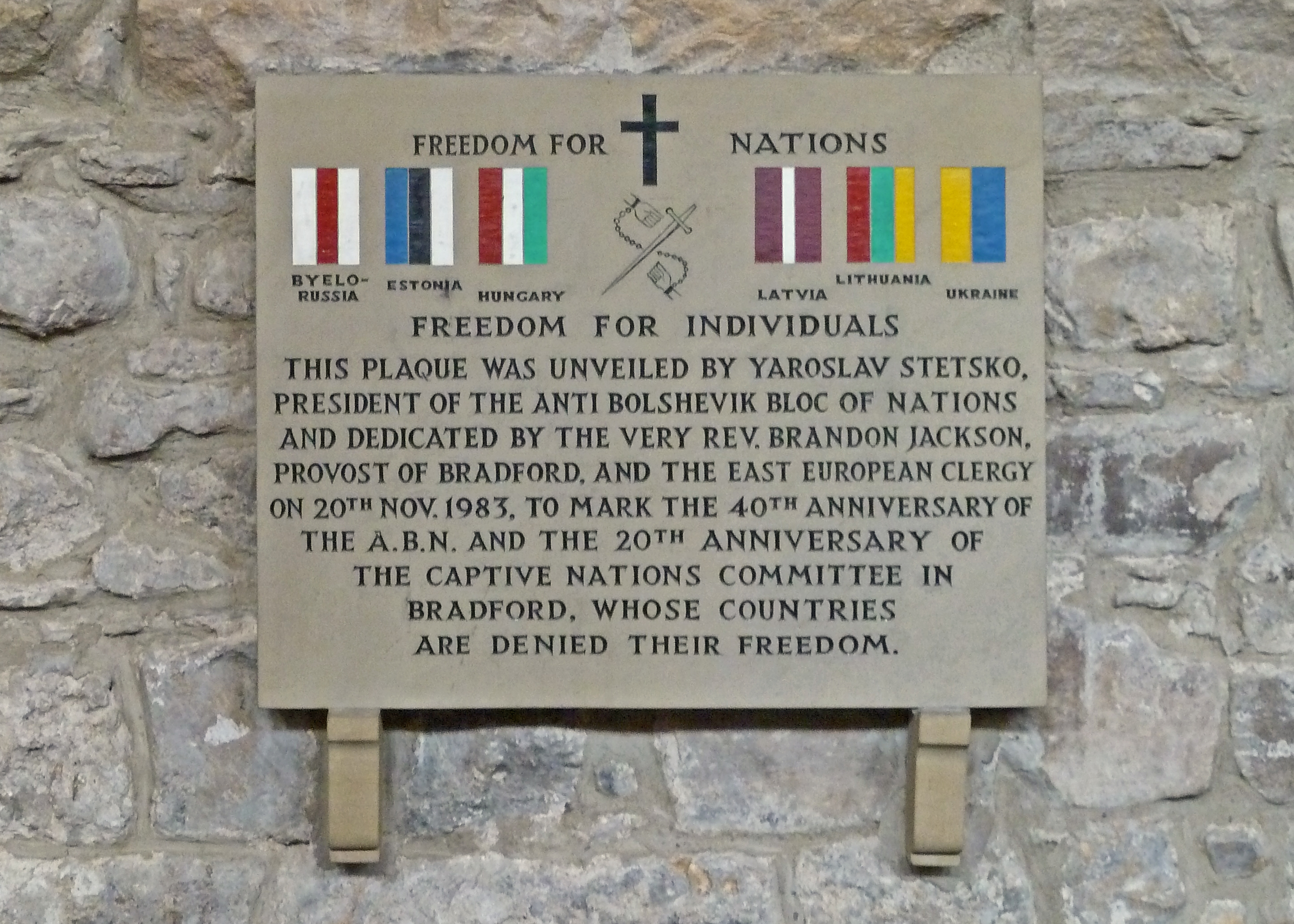
Plaque dévoilée par Iaroslav Stetsko, président du Bloc des nations anti-bolcheviques, à la cathédrale de Bradford.

Le Bloc des nations anti-bolcheviques (Anti-Bolshevik Bloc of Nations en anglais, d'où l'acronyme ABN) est une organisation politique nationaliste et anticommuniste qui entendait fédérer les associations rassemblant des émigrés issus de peuples non-russes de l'URSS et d'autres pays communistes du bloc de l'Est et installés en Europe de l'Ouest, en Amérique et en Océanie. Les émigrés ukrainiens étaient l'élément moteur et dominant dans cette organisation, fondée en 1946 et présidée jusqu'à sa mort en 1986 par Iaroslav Stetsko, éphémère premier ministre de la République auto-proclamée d'Ukraine en 1941, puis par sa veuve Slava. Le siège de l'organisation se situait à Munich en République fédérale allemande. L'objectif premier de l'ABN était la disparition et le démembrement de l'Union soviétique.
L’ABN a organisé des manifestations, des conférences de presse et des congrès, publié un périodique (ABN correspondence) et a collaboré avec d'autres organisations anticommunistes, notamment la Ligue anticommuniste mondiale (WACL).

## Origines

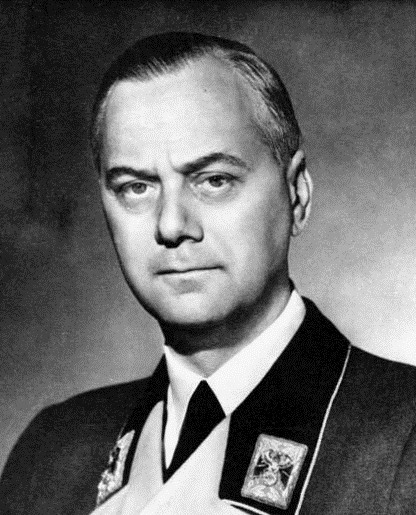
Alfred Rosenberg dans son uniforme de ministre de l'Est.

L'ABN et Stesko affirment lors du 30e anniversaire de l'association que l'ABN a été formé les 21 et 22 novembre 1943, dans une forêt ukrainienne de la région de Jytomyr, à l'initiative de l'Armée insurrectionnelle ukrainienne (UPA), commandée par Taras Chuprynka-Choukhevytch, et de l'Organisation des nationalistes ukrainiens (OUN) dirigée par Stepan Bandera. Un comité révolutionnaire des nations subjuguées a été formé, composé de représentants de douze nations. Les activités de l'ABN auraient alors été dirigées contre à la fois l'Allemagne nazie et la Russie bolchevique. 

## Guerre froide: l'ABN, maillon d'un réseau anticommuniste transnational
L'ABN est fondé en avril 1946 à Munich. En septembre 1946, l'ABN tient son premier congrès dans cette ville. Le second congrès se tient dans la même ville en mai 1948, réunissant des délégués d'Ukraine, du Turkestan, de Biélorussie, de Géorgie, d'Azerbaïdjan, de Lituanie, de Lettonie, de Roumanie, de Slovaquie, de Serbie, de peuples du Caucase. En mars 1951, l'Association des amis américains de l'ABN est fondée aux États-Unis. Des filiales sont fondées en 1953 au Canada et en Australie et dans d'autres pays européens comme la France, le Royaume-Uni, l'Espagne, les Pays-Bas. 
Le premier numéro en anglais du principal périodique de l'ABN, ABN correspondence, parait en février 1950. L'ABN y affirme être pour « la destruction de l'oppression bolchevique des nations et la liquidation du régime bolchevik », des « États nationaux, souverains et indépendants des nations libres, établis sur les ruines de l'URSS et de ses États vassaux », « la démocratisation complète de l'État et de la vie sociale des nations, libérées du joug bolchevik, pour un ordre social nouveau et juste ». Un de ses slogans est : « liberté pour les nations ! liberté pour les individus ! » (« freedom for nations ! freedom for individuals ! »). L'ABN perçoit l'URSS comme une « prison des peuples » et utilise la notion de totalitarisme pour dénoncer l'Union soviétique. Le discours public de l'ABN mentionne rarement les Juifs.
En Europe, l'ABN tisse des liens dès 1949 avec la Scottish League for European Freedom de John F. Stewart,. En 1955, l'ABN signe un accord avec une autre organisation transnationale anticommuniste, la Ligue anticommuniste des peuples d’Asie (Asian Peoples' Anti-Communist League ou APACL), fondée en 1954, et ses animateurs prennent part à partir de 1957 à ses conférences annuelles, en tant qu'observateurs. En 1957, à Lima, l'ABN négocie un accord avec une organisation anticommuniste d'Amérique latine, la Confederación Interamericana de Defensa del Continente (CIDC) ou Inter-American Confederation for the Defense of the Continent (ICOC). Ses dirigeants, l'amiral brésilien Carlos Penna Botto et le Mexicain Jorge Prieto Laurens, sont ensuite reçus à Munich. L'année suivante, l'ABN tente avec eux et avec l'APACL de fonder une association anticommuniste mondiale, sans grand succès,,,,,.
L'ABN est en relation dans la seconde moitié des années 1950 avec une autre organisation européenne, anticommuniste, conservatrice et catholique, le Centre européen de documentation et d'information (CEDI). En 1956, Stesko participe au 5e congrès de cette organisation, à Madrid. Son épouse prend part à son 6e congrès l'année suivante. EN 1957, le secrétaire général du CEDI vient au siège de l'ABN à Munich.
L'ABN conteste au sein de l'APACL une autre association de réfugiés d'Europe de l'Est, plus modérée, l'Assembly of Captive European Nations (en) (ACEN), fondée en septembre 1954 aux États-Unis et qui ne comprend aucun représentant de peuples de l'URSS, et plus encore une association de Russes blancs anticommunistes, le NTS (Narodno troudovoi soiouz ou Union solidariste du travail, une organisation anticommuniste fondée à Belgrade en 1930) car l'ABN combat à la fois le communisme et l'impérialisme russe et milite pour l'indépendance de tous les peuples subissant le joug de Moscou et donc l'implosion de l'Union soviétique. De même, en 1961, Stetsko critique la Française Suzanne Labin et l'Italien Ivan Matteo Lombardo (it), organisateurs de conférences internationales anticommunistes à Paris (1960) et à Rome (1961), car ces deux militants défendent selon lui l'impérialisme russe et refusent de prendre en compte le combat de l'ABN pour l'indépendance des peuples non-russes. 
En 1966, l'ABN contribue à la fondation à Séoul (Corée du Sud) de la Ligue anticommuniste mondiale, plus connue sous son nom et son acronyme anglais, World Anti-Communist League (WACL). Le NTS est éliminé de la WACL. Le dirigeant de l'ABN siège au bureau exécutif de la WACL. 
En 1967, l'ABN forme une association anticommuniste européenne transnationale, le Conseil européen de la liberté ou European freedom council (EFC). Ses dirigeants sont liés à la WACL. Son siège est celui de l'ABN à Munich et ses réunions annuelles coïncident souvent avec celles de cette organisation. L'association est présidée de 1967 à 1973 par le Danois Ole Bjørn Kraft, ancien ministre des affaires étrangères et ancien président du Conseil de l'Atlantique nord (OTAN). Stetsko siège à son comité exécutif aux côtés de personnalités anticommunistes comme l'Italien Ivan Matteo Lombardo (1974-1980), socialiste, ancien ministre, vice-président de Association du Traité Atlantique (en) (ATA), dirigeant de la branche italienne de la WACL et membre de son bureau exécutif, la Française Suzanne Labin, l'Allemand Theodor Oberländer, ancien membre du parti nazi, ancien ministre des réfugiés de la RFA, le Belge Paul Vankerkhoven, secrétaire général de la Ligue internationale pour la liberté (liée à Suzanne Labin) et de la branche belge du Centre européen de documentation et d'information (CEDI), président-directeur du Cercle des nations, cadre du Parti social chrétien et du Centre politique des indépendants et cadres chrétiens, membre du Mouvement d'action pour l'union européenne (MAUE) et de l’Académie européenne de sciences politiques (AESP), futur député européen (1982-1984), membres de la WACL, ou le Britannique John Graham, président de la British League for European Freedom, rédacteur en chef de l'Anglo-Ukrainian news et membre du Labour party. En novembre 1970, la conférence commune de l'ABN et de l'EFC à Bruxelles voit la participation de Kraft, Lombardo, Labin, Oberländer et aussi du général français Paul Vanuxem, de l'Américain David Rowe, de l'American Council for World Freedom (ACWF), lié à la WACL, de Jane Birdwood, Baroness Birdwood (en), présidente du comité londonien de la British League for European Freedom, du député allemand C. Riedel, etc. Lady Birdwood est liée à l'ABN depuis plusieurs années, car la British league for european freedom organise au Royaume-Uni la Captive Nations Week rendant hommage aux peuples non-russes de l'URSS sous la coupe de ce pays.
En novembre 1975, Lombardo remplace Kraft à la présidence de l'EFC. Stetsko est vice-président. Donald Martin, dirigeant de la British League of Rights (en), nouvelle branche britannique de la WACL, est élu directeur exécutif. Sont membres du comité Labin, Vankerkhoven, Slava Stetsko, le Suédois Bertil Häggman, lié à la WACL, le Danois Henning Jensen, l'Allemand Wolfgang Strauß, lady Birdwood, qui anime aussi la British League of Rights, l'exilé bulgare Waltscheff, l'exilé biélorusse  Kosmowicz. En octobre 1976, la conférence annuelle de l'ABN se tient à Manchester. Elle voit la présence de Stetsko, du nouveau dirigeant de la WACL aux Etats-Unis, Roger Pearson, de dirigeants de l'ancien chapitre américain de la WACL, le professeur Rowe et Lee Edwards, de l'ACWF, de Donald Martin et lady Birdwood, d'un député travailliste William Whitlock.
L'EFC est présidée à partir de septembre 1982 par le député britannique conservateur John Wilkinson et a comme président d'honneur à partir de cette date Otto de Habsbourg-Lorraine. Une réunion commune de l'EFC et de l'ABN se tient à cette date à Londres, avec comme orateurs le général américain Jonh Singlaub, président du chapitre américain de la WACL (qui a visité quelques mois plus tôt le siège de l'ABN à Munich), le Turc Fethi Tevetoglu, de la WACL, l'Australien Douglas Darby, Bertil Häggman. Slava Stetsko est élue présidente exécutive de l'ABN à cette occasion.

## Dirigeants
L'ABN est présidé par Iaroslav Stetsko jusqu'à sa mort en 1986 puis par sa veuve, Slava. Cette dernière a été la rédactrice en chef du périodique de l'ABN, ABN correspondence. Les vice-présidents sont le général hongrois Ferenc Farkas de Kisbarnak, président du Mouvement Hongrois pour la Liberté, Veli Kajum Khan, président du Comité national d'unité du Turkménistan et Christo Stateff, ancien ministre de la Bulgarie. Le prince géorgien Niko Nakashidze est secrétaire général. Dimiter Waldscheff, ancien secrétaire d'État bulgare, est responsable de la presse. Le Croate Ferdinand Ďurčanský, président du Comité slovaque de libération (Slovak Liberation Committee), ancien ministre de Jozef Tiso, porte le titre de président du conseil du présidium du peuple de l'ABN.

## Controverses
La conférence de novembre 1943 de représentants de peuples non russes, donnant lieu à la formation d'un Comité des nations soumises / Front anti-bolchevique, a été parrainée par les autorités d'occupation allemandes selon certains auteurs.
Dans les années 1930, dans la région de Galice qui appartenait à l'époque à la Pologne, l'Organisation des nationalistes ukrainiens (OUN) avait vu le jour parmi les Ukrainiens de Galice pour lutter pour l'indépendance de la Pologne. À son tour, l'OUN avait reçu le soutien de l'Abwehr, l'intelligence militaire allemande, dans sa lutte contre la Pologne, marquant le début d'une relation avec l'Allemagne qui s'est poursuivie dans la Seconde Guerre mondiale. Alfred Rosenberg, le ministre de l'Est, était venu à identifier la Russie avec l'Union soviétique et la Russie avec l'Asie. Contrairement à son hostilité envers les Russes « asiatiques », Rosenberg avait de grands espoirs d'utiliser les peuples non russes de l'Union soviétique pour lever de nouvelles armées pour remplacer les lourdes pertes de la Wehrmacht sur le front de l'Est. Rosenberg a favorisé une approche qu'il a appelée «guerre politique», selon laquelle l'Allemagne accorderait à tous les peuples non russes de l'Union soviétique une indépendance nominale qui serait combinée en une fédération dominée par l'Allemagne sur les ruines de l'Union soviétique. La conférence de Zhytomyr qui a eu lieu les 21 et 22 novembre 1943 et a établi le front anti-bolchevique faisait partie de la "guerre politique" de Rosenberg. L'affirmation d'après-guerre selon laquelle l'ABN a été fondé en tant que groupe anti-nazi et anticommuniste n'a aucun fondement dans la réalité puisque l'ABN a été fondé par l'Ostministerium de Rosenberg,. À une époque où l'Armée rouge repoussait régulièrement la Wehrmacht, une partie du but derrière le Front Anti-Bolchevique était de créer un cadre pour mener une guérilla contre les Soviétiques dans des territoires tels que la Galice que les Allemands devrait perdre dans un proche avenir.
L'historienne Anna Holian, en revanche, ne remet pas en cause l'affirmation selon laquelle la conférence de 1943 (rassemblant 39 délégués de treize nations) est dirigée à la fois contre les Allemands nazis et les Soviétiques, considérés tous deux comme impérialistes, et souligne le rapprochement de l'OUN-B de Bandera avec d'autres organisations nationalistes non-ukrainiennes dès 1940 et sa conviction que l'ennemi le plus dangereux est l'impérialisme russe, dans un contexte de retraite de l'armée allemande. Elle souligne également les racines antisémites de l'OUN-B et de Stetsko.
En 1974, les moonistes américains membres de la WACL mettent en cause deux associations appartenant à cette dernière organisation, du fait de leur antisémitisme et leur extrémisme : l'ABN et plus encore la FEMACO mexicaine, soulignant qu'à l'occasion de la conférence annuelle de la WACL, qui s'est tenue à Washington, une résolution, adoptée à l'unanimité au dernier moment, condamne l'antisémitisme et l'extrémisme et que ces deux associations ont voté pour même si elles restent suspectes.
Des auteurs présentent l'ABN comme une organisation nationaliste d'extrême droite. Le journaliste américain Russ Bellant, contesté, a décrit l'ABN comme « ... le haut conseil des groupes nationalistes expatriés qui ont formé la police, l'armée et la milice qui ont travaillé avec Hitler pendant la Seconde Guerre mondiale. Certains ont été organisés en équipes mobiles de meurtre qui ont exterminé des villages et cherché à assassiner des groupes ethniques, raciaux et culturels entiers ». À l'inverse, des Américano-Ukrainiens tel Myron B. Kuropas ont présenté ces descriptions comme un exemple de désinformation diffamatoire reprenant des accusations soviétiques,.

## Membres
Organisation membre à plusieurs reprises :
- Comité "Arménie libre", (Arménie)
- Front national bulgare, (Bulgarie)
- Rada centrale biélorusse, (Biélorussie)
- Mouvement de libération nationale cosaque, (voir Cosaques)
- Mouvement de libération croate, (Croatie)
- Mouvement tchèque pour la liberté (Za Svobodu), (République tchèque)
- Comité national tchèque,
- Mouvement de libération estonien, (Estonie)
- Union des combattants estoniens pour la liberté,
- Organisation nationale géorgienne, (Géorgie)
- Mouvement de libération hongrois, (Hongrie)
- Mouvement Mindszenty hongrois,
- Association lettone pour la lutte contre le communisme, (Lettonie)
- Mouvement lituanien de renaissance, (Lituanie)
- Comité de libération slovaque, (Slovaquie)
- Comité national d'unité du Turkestanien, (Turkestan)
- United Hetman Organization, (voir Hetman)
- Organisation des nationalistes ukrainiens-Bandera (Ukraine)
- Mouvement de libération roumain, Roumanie
- Fédération mondiale du Mouvement cosaque de libération nationale de Cossackia, (Cossackia)

## Voir également
- Ligue pour la libération des peuples de l'URSS
- Ligue mondiale pour la liberté et la démocratie (avatar de la Ligue anticommuniste mondiale/WACL)